# Lemahbang Dewo
Lemahbang Dewo is een bestuurslaag in het regentschap Banyuwangi van de provincie Oost-Java, Indonesië. Lemahbang Dewo telt 2763 inwoners (volkstelling 2010).